# Claude Casimir Gillet
Claude Casimir Gillet (Dormans, 19 maggio 1806 – Alençon, 1º settembre 1896) è stato un botanico e micologo francese.
Egli inizialmente esercitò la professione di medico e veterinario, trascorrendo 4 anni in Africa, prima di dedicarsi allo studio dei funghi.

## Pubblicazioni
- Claude-Casimir Gillet, (1893) http://books.google.com/books?id=QEmeOwAACAAJ&dq=%22Claude+Casimir+Gillet%22&ei=M01_SuHrGaXCywT0mrC6Cg[collegamento interrotto]
- Claude-Casimir Gillet, (1879) Les discomycètes, 230 pp
- Gillet CG (1874) Les Hyménomycètes 828pp, (Disponibile su Google books)
- Claude-Casimir Gillet, Jean Henri Magne, (1868) Nouvelle flore française 704pp, (Disponibile su Google books)